# Observatoire Archenhold
L'Observatoire Archenhold, nommé en l'honneur de Friedrich Simon Archenhold (de), est un observatoire astronomique situé à Treptow-Köpenick, un quartier de Berlin. Il a été ouvert au public le 1er mai 1896 en tant qu'observatoire de Treptow pour coïncider avec la tenue de la Grande exposition industrielle de Berlin. Conçu sur les plans d'Archenhold, il abritait la plus longue lunette au monde de l'époque avec une longueur focale de 21 mètres ; son diamètre est de 68 cm. L'observatoire a été renommé en 1946 pour coïncider avec le 50e anniversaire d'Archenhold. De 1958 à 1983, la lunette a été réparée. Depuis, elle a été remise en fonction.